# Broderkys
Broderkysset (tysk: (sozialistischer) Bruderkuss) var en hilsen, der blev brugt som hensigtserklæring og udtryk for gensidig agtelse mellem statsmænd i østblok-landene. Det bestod af omfavnelse samt kys på hinandens kind eller sjældnere mund. Kysset blev særlig brugt ved statsbesøg og partisamlinger.